# John Alexander
John Alexander (ur. 4 lipca 1951 w Sydney) – australijski tenisista i polityk, zwycięzca turniejów wielkoszlemowych w grze podwójnej, zdobywca Pucharu Davisa. Od 2010 członek Izby Reprezentantów Australii z ramienia Liberalnej Partii Australii (LPA).

## Kariera tenisowa
W 1968 roku, jako 17–latek, został powołany na mecz finałowy Pucharu Davisa przez Harry’ego Hopmana, stając się najmłodszym w historii uczestnikiem finału tych rozgrywek (a także najmłodszym reprezentantem Australii). Nie przyczynił się jednak do zdobycia trofeum – w parze z Rayem Ruffelsem przegrał grę podwójną, a Australijczycy, osłabieni przejściem na zawodowstwo Roya Emersona i Johna Newcombe’a, ponieśli na własnych kortach w Adelaide porażkę 1:4 ze Stanami Zjednoczonymi. W tym samym roku Alexander triumfował w wimbledońskim turnieju juniorów. W 1969 roku przegrał w finale juniorskiego Wimbledonu z Byronem Bertramem, wygrał natomiast turniej Trofeo Bonfiglio w Mediolanie, wcześniej uznawany za nieoficjalne mistrzostwa Europy do lat 21, później rozszerzony także na graczy spoza Europy. Sukces w Mediolanie powtórzył w 1970 roku. W latach 1969–1971 znajdował się na szczycie rankingu światowego w kategorii do lat 21.
W gronie seniorów najwyższe miejsce w rankingu zajmował w grudniu 1975 roku, 8. pozycję. Do grona tenisistów profesjonalnych dołączył w 1970 roku. Wygrał 7 turniejów, w kolejnych 20 był w finale. Sukcesy odnosił w grze podwójnej, odnosząc 28 zwycięstw turniejowych, w tym 2 wielkoszlemowe, podczas Australian Open z 1975 roku (z Philem Dentem) i 1982 roku (z Johnem Fitzgeraldem). Był również w wielkoszlemowych finałach deblowych na Australian Open (1970, 1973, 1977 – edycja grudniowa), Wimbledonie (1977) i French Open (1975).
Finał w 1968 roku nie był jedynym występem Alexandra o Puchar Davisa. Grał również w kolejnych dwóch edycjach imprezy (nie grał w 1973, kiedy Australia zdobyła trofeum), a po kilkuletniej przerwie od 1974 roku był już regularnym reprezentantem, odnosząc kilka cennych zwycięstw, m.in. nad Włochami Adriano Panattą i Corrado Barazzuttim w półfinale w 1976 roku. Wówczas te dwa zwycięstwa nie dały Australii wygranej, jednak rok później w finale w Sydney Alexander ponownie pokonał najpierw Barazzuttiego, a potem w decydującym, czwartym pojedynku Panattę. Łącznie rozegrał w zespole narodowym 41 spotkań, z czego 27 wygrał. Był również reprezentantem w Drużynowym Pucharze Świata i w 1979 roku przyczynił się znacznie do zdobycia trofeum.
Wysoki (190 cm), praworęczny, preferował grę ofensywną, często atakował przy siatce, szczególnie po udanym pierwszym serwisie. Słabą stroną Alexandra było natomiast przygotowanie kondycyjne, Australijczyk słabo regenerował siły, co miało wpływ na rezultaty turniejowe. Atletyczny styl gry sprawił też, że w latach 1980–1981 musiał ograniczyć starty z powodu kontuzji barku. Po zakończeniu kariery pozostał związany z tenisem jako trener i komentator telewizyjny, pełnił m.in. funkcję kapitana reprezentacji żeńskiej w Fed Cup.

### Wygrane turnieje

#### Gra pojedyncza (7)
- 1975 Fort Worth (World Championship Tennis), Tucson
- 1977 North Conway
- 1979 Louisville
- 1982 Bristol, Sydney (Outdoor)
- 1983 Auckland

#### Gra podwójna (28)
- 1970 Kitzbühel
- 1971 Gstaad, Los Angeles, Sydney (Outdoor), Hamburg
- 1972 Louisville (WCT), Bretton Woods
- 1973 Cincinnati, Toronto (WCT)
- 1974 Miami (WCT), Monte Carlo (WCT)
- 1975 Australian Open, Chicago, Las Vegas, San Antonio (WCT)
- 1976 Atlanta (WCT), Denver (WCT)
- 1977 Cincinnati, Lousville, Sydney (Outdoor), Waszyngton
- 1978 Brisbane, Los Angeles, Atlanta, Forest Hills (WCT)
- 1982 Australian Open, Sydney (Outdoor)
- 1983 Bristol

### Finały turniejowe

#### Gra pojedyncza (20)
- 1970 Kitzbühel
- 1971 Hobart, Sydney (Outdoor), Teheran (WCT)
- 1972 Johannesburg
- 1973 Gothenberg (WCT), Seattle
- 1974 Johannesburg (WCT), Lakeway
- 1975 Atlanta (WCT), Chicago
- 1977 Saint Louis (WCT)
- 1978 Brisbane, Louisville, North Conway
- 1979 Atlanta, Mediolan, Nicea
- 1982 Palermo
- 1983 South Orange

#### Gra podwójna (25)
- 1970 Australian Open, Hilversum
- 1971 Vancouver (WCT)
- 1972 Quebec (WCT), Saint Louis (WCT)
- 1973 Australian Open, Bruksela (WCT)
- 1974 San Francisco, Richmond (WCT)
- 1975 Fort Worth (WCT), North Conway, French Open, Tokio (hala)
- 1976 Saint Louis (WCT)
- 1977 Adelajda, Australian Open (edycja grudniowa), Houston (WCT), Wimbledon
- 1979 Adelajda, Houston
- 1981 Meksyk, Maui
- 1984 Bristol, Rzym
- 1985 Bristol

## Kariera polityczna
Po raz pierwszy został wybrany do Izby Reprezentantów w 2010 jako kandydat LPA w okręgu wyborczym Bennelong. W latach 2013 i 2016 uzyskiwał reelekcję na kolejne kadencje. W latach 2015–2016 był przewodniczącym komitetu Izby ds. infrastruktury, transportu i miast.